# Турик, Алексей Николаевич
Алексей Николаевич Турик (25 апреля 1995, Московский, Ленинский район, Московская область) — российский футболист, полузащитник и нападающий.

## Биография
Начинал заниматься футболом в спортивных секциях Подмосковья и Москвы и со временем оказался в академии московского «Локомотива». С 2012 года выступал за дублирующий состав «Локомотива» в молодёжном первенстве, всего за два с половиной сезона провёл 49 матчей и забил 7 голов.
В 2014 году начал играть на взрослом уровне за воронежский «Факел». В сезоне 2014/15 стал победителем зонального турнира второго дивизиона (зона «Центр»), а в следующем сезоне играл в ФНЛ. После ухода из «Факела» выступал во втором дивизионе за «Армавир», «КАМАЗ» и «Зенит-Ижевск». В составе ижевского клуба в сезоне 2018/19 забил 11 голов и занял второе место в споре бомбардиров своей зоны.
Летом 2019 года перешёл в армянский клуб «Ной». Дебютный матч в чемпионате Армении сыграл 3 августа 2019 года против «Гандзасара», заменив на 57-й минуте Давида Манояна. Всего за половину сезона принял участие в 6 матчах высшей лиги. В начале 2020 года перешёл в белорусский клуб «Смолевичи», вышедший в высшую лигу Белоруссии. Дебют в местной элите состоялся в матче первого тура 20 марта против действующего чемпиона страны ФК «Динамо-Брест». Встреча завершилась со счетом 1:1.
Выступал за юношеские сборные России разных возрастов (от 15 до 19 лет).